# Есекеев, Куанышбек Бахытбекович
Есекеев Куанышбек Бакытбекович (каз. Қуанышбек Бақытбекұлы Есекеев) — советник Президента РК
Председатель Правления  и член Совета директоров АО «Қазақтелеком» (2010-2024)
Президент Qazaq Cybersport Federation
Президент Федерации дзюдо Республики Казахстан

## Биография
Родился в Алма-Ате в 1975 году.

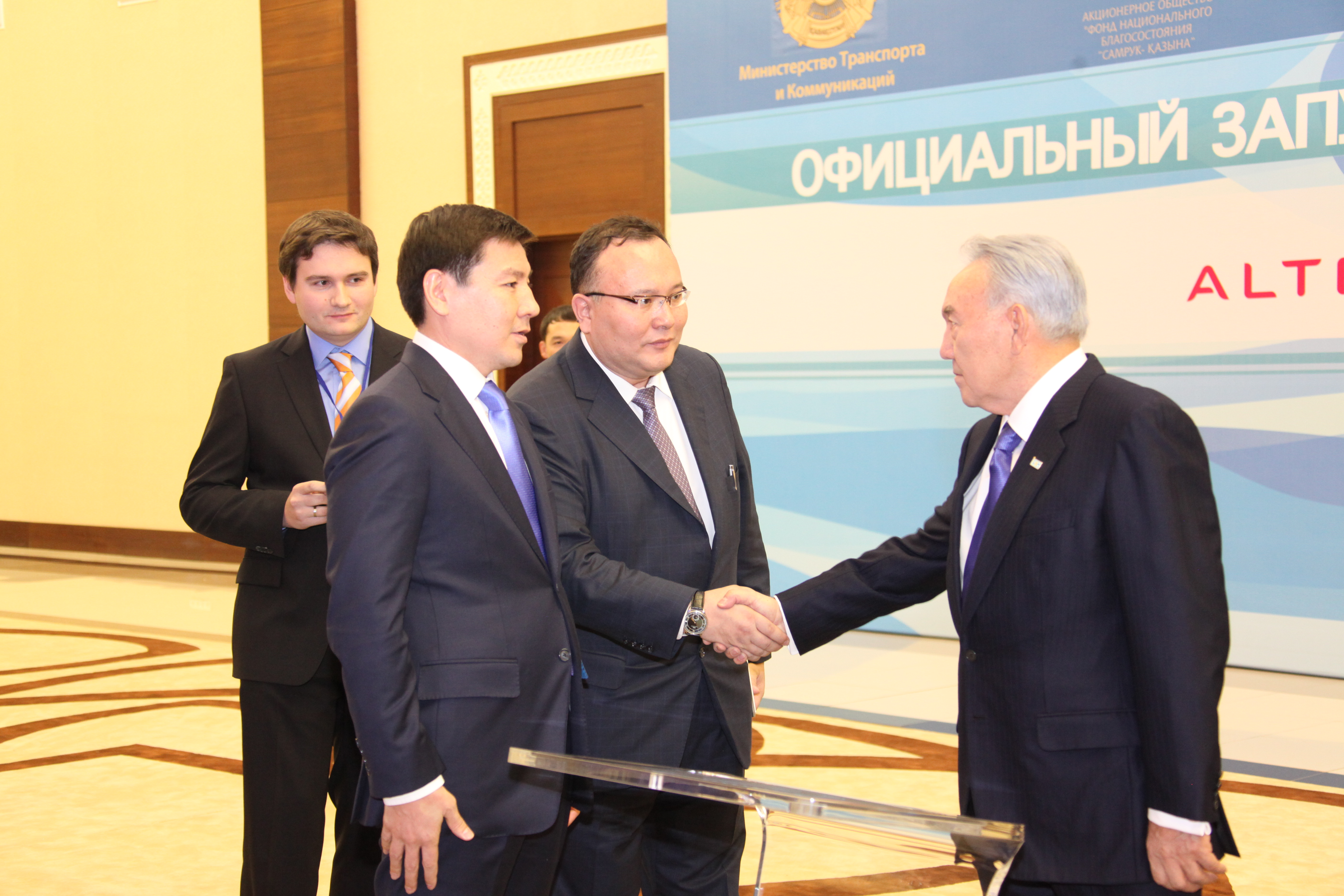
Во время официального запуска 4G в Казахстане с участием Президента РК Нурсултана Назарбаева

В 1995 году окончил Казахский национальный университет им. Аль-Фараби, по специальности — прикладная математика. Ещё будучи студентом, написал кандидатскую диссертацию, защите которой формально препятствовали незаконченная учёба в вузе и молодой возраст. По окончании вуза, в 22 года, стал кандидатом физико-математических наук, защитив диссертацию по теме «Разрешимость некоторых задач динамики неоднородных жидкостей», став, таким образом, самым молодым учёным Республики Казахстан, что до сих пор является непобитым рекордом среди учёных страны. 
Получил второе высшее образование по специальности «финансы и кредит» в Казахском экономическом университете им. Т.Рыскулова.
Владеет казахским, русским и английскими языками.

## Карьера

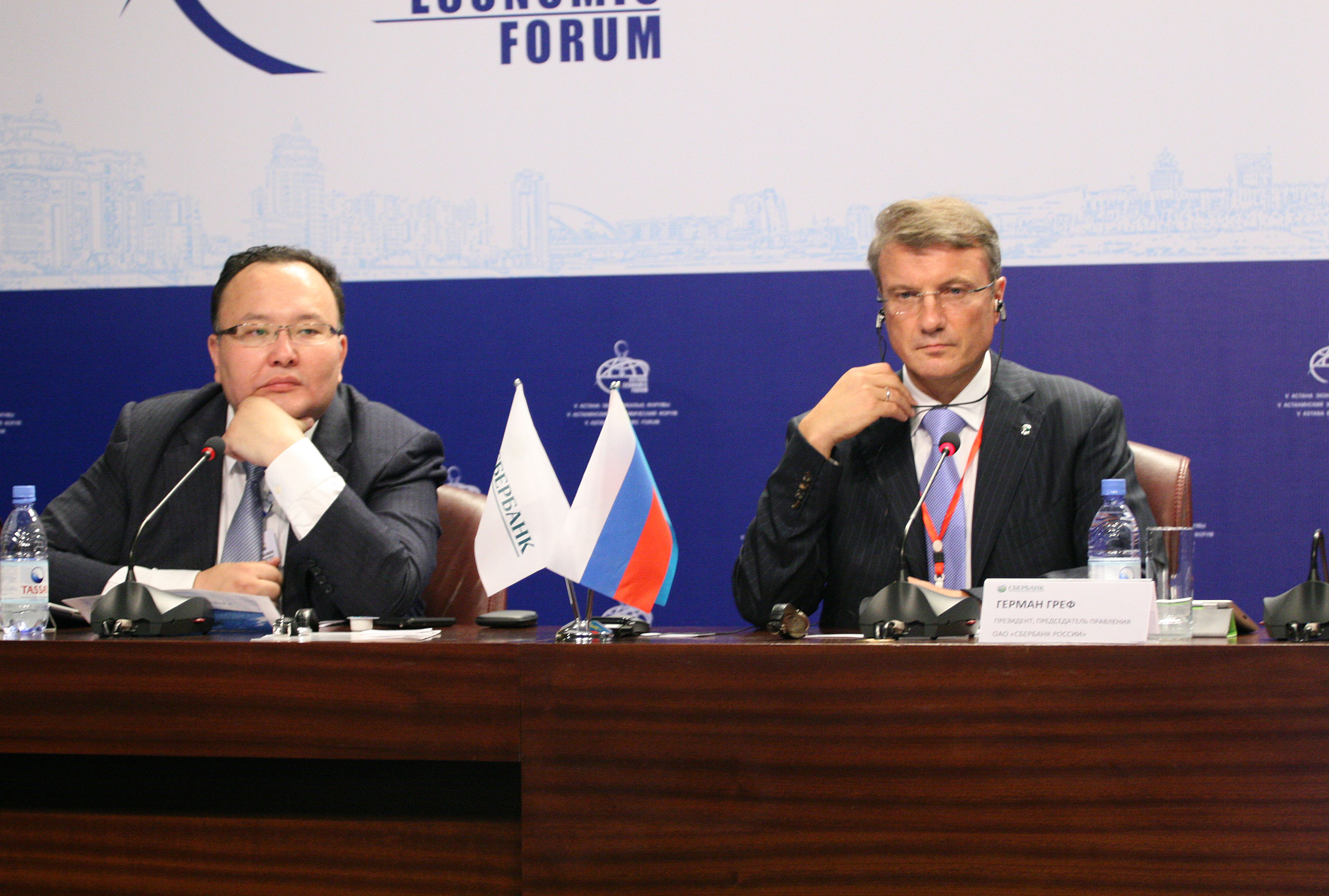
В ходе церемонии подписания меморандума со «Сбербанком» с Германом Грефом

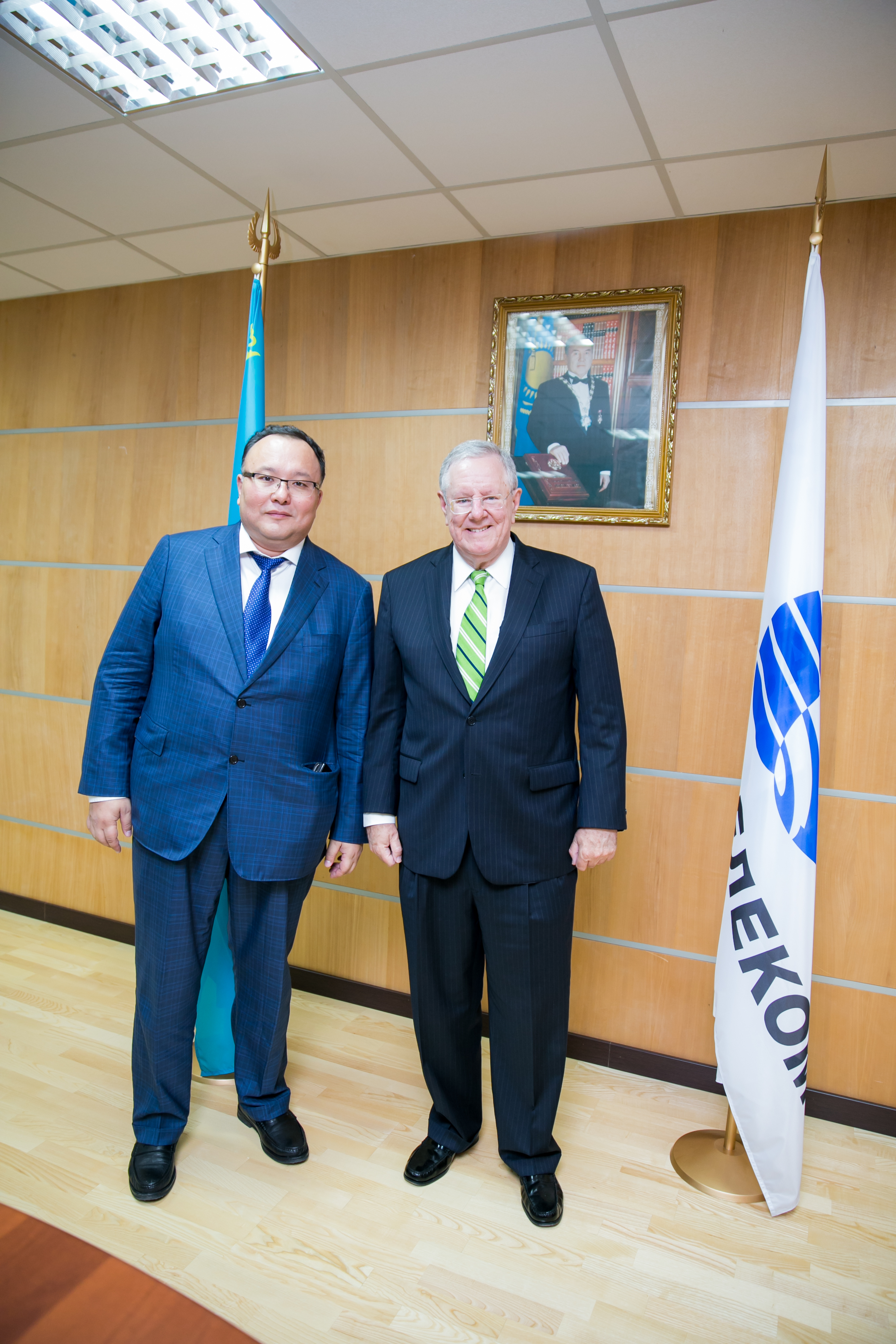
Стив Форбс посетил Казахтелеком во время Астанинского Экономического форума

С 1998 по 2002 гг. руководил департаментом информационных технологий в ЗАО «Казахойл», РГП «Казахстан темір жолы».
В 2002 году поступил на государственную службу. Курировал вопросы информатизации в должности директора Департамента в Министерствах финансов и экономики и бюджетного планирования РК.
13 мая 2004 года назначен заместителем Председателя Агентства Республики Казахстан по информатизации и связи.
С февраля 2007 года по март 2010 года являлся Председателем Агентства РК по информатизации и связи.
В ноябре 2008 вошёл в совет директоров Национального инфокоммуникационного холдинга «Зерде».
В АИС РК осуществлял построение электронного правительства Республики Казахстан, высвободил диапазон сетей 3G для операторов связи.
С 15 марта 2010 года — Председатель Правления АО «Қазақтелеком». Внедряет связь стандарта 4G(посредством дочерней компании Altel), развивает облачные сервисы, цифровое телевидение и IP-телефонию, готовит компанию к выведению в листинг на Лондонской фондовой бирже.
Срок полномочий Председателя Правления АО «Казахтелеком» Есекеева К. Б. продлен на 3 года с 15 марта 2016 года""в соответствии с Решением Совета директоров АО «Казахтелеком» (Протокол от 05.02.2016 № 1).
Президент Республиканского общественного объединения Qazaq Cybersport Federation.
25 января 2019 года Есекеев Куанышбек Бахытбекович вошёл в новый совет директоров АО «Кселл»
16 марта 2022 года решением совета директоров АО «Казахтелеком» Куанышбек Есекеев избран на должность председателя правления.
24 мая 2022 года – Куанышбек Есекеев досрочно исключен из состава совета директоров АО «Кселл»
23 мая 2022 года председателем наблюдательного совета «Мобайл Телеком-Сервис» избран глава «Казахтелекома» Куанышбек Есекеев
10 июня 2024 года покинул пост  Председателя Правления АО «Қазақтелеком»
10 июня 2024 года назначен советником Президента РК

## Награды
- Юбилейная медаль «10 лет Астане»
- Почётный знак «Почётный работник образования РК»